# Source K

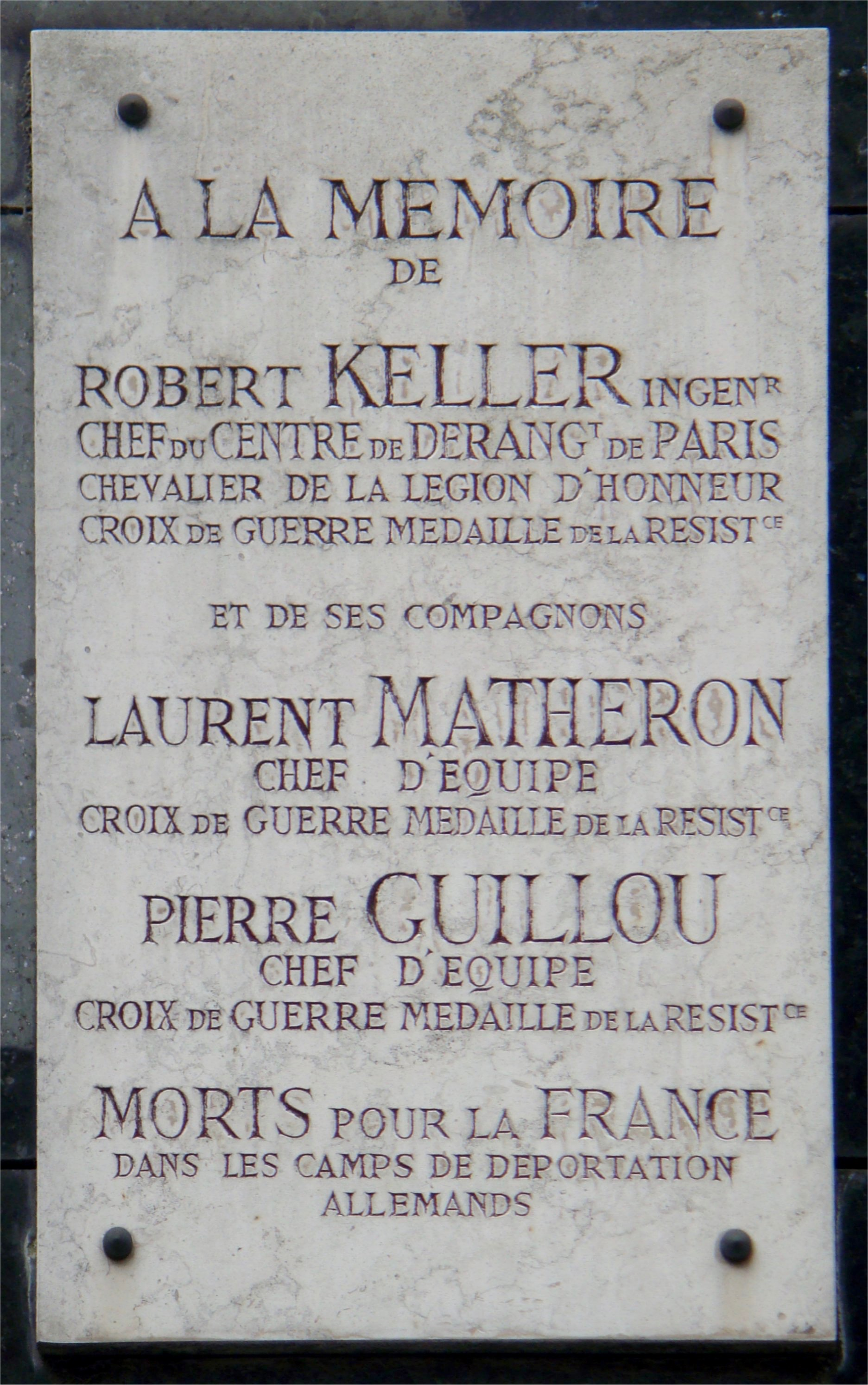
Plaque commémorative au 6 rue de l'Ingénieur-Robert-Keller à Paris, en l'honneur de l'ingénieur des PTT Robert Keller et ses compagnons résistants Laurent Matheron et Pierre Guillou.

La Source K est une opération du Service de renseignements (SR) de l'armée de Vichy qui consista à intercepter les communications téléphoniques des Allemands et à transmettre leurs contenus aux Alliés. L'ingénieur des PTT, Robert Keller, y joua un rôle de premier plan. Il fut arrêté et mourut en déportation ainsi que ses subordonnés, les lignards Laurent Matheron et Pierre Guillou.

## La dérivation du câble Paris-Metz
Après l'Armistice de juin 1940, comme un certain nombre d'officiers des télécommunications, le capitaine Edmond Combaux, ancien de Polytechnique et de Supelec, fut affecté à l'administration des PTT. Il rentra en contact avec le capitaine Léon Simoneau, chef du poste P2 du Service de renseignements (SR) de l'armée de terre, basé à Vichy et qui couvrait l'ensemble de la Zone occupée. Ils conçurent le projet d'installer des écoutes téléphoniques pour espionner l'armée d'occupation allemande,.
René Sueur, ingénieur à la direction des Recherches, aiguilla Combaux sur la bonne solution technique : le "piquage" des câbles souterrains une opération délicate à réaliser pour laquelle il suggéra de faire appel à Robert Keller, un ingénieur qui avait les compétences techniques et la force mentale pour piloter un tel projet. Robert Keller était déjà impliqué dans le réseau de résistance Vengeance. Keller accepta la mission et déclara que l'on pourrait également compter sur son équipe : le vérificateur Georges Lobreau et les chefs d'équipe Laurent Matheron et Pierre Guillou. 
Le Service de renseignement de l'armée de terre finança la location d'un pavillon à Noisy-le-Grand, situé sur la ligne téléphonique souterraine Paris-Metz et l'achat de matériel ; il fallait en effet réaliser des amplificateurs à haute impédance d'entrée pour que les Allemands ne puissent pas détecter le piquage de la ligne. Les amplificateurs furent fabriqués par des techniciens de la SAT (Société Anonyme des Télécommunications) à Montluçon, sous la direction de Myron Lebedinski. La dérivation est réalisée dans la nuit du 18 au 19 avril 1942, entre 21 h et 4 h du matin, à la lumière d'une chandelle.
Trois opérateurs germanophones furent recrutés : Édouard Jung, Robert Rocard et Prosper Riss.
Cette opération permettra de dériver 70 grands circuits entre Paris et Berlin, parmi lesquels ceux de la Kriegsmarine, de la Luftwaffe, de la Wehrmacht et de la Gestapo.
Les informations recueillies, transmises à Combeau  qui les acheminaient sur Londres, se révéleront de la première importance.

## La dérivation du câble Paris-Strasbourg
La seconde opération a lieu dans les mêmes conditions le 16 décembre 1942, à Livry-Gargan, sur le câble Paris-Strasbourg-Berlin, cette fois ce sont 320 fils qui sont dérivés. Matheron et Guillou interviennent sur les têtes de câbles, tandis que Levasseur et Abscheidt font les piquages sur le câble lui-même avec l'appui de Keller et Lobreau. L'intervention des Allemands, le 24 décembre, stoppera prématurément les écoutes. C'est Robert Rocard qui, se rendant à Livry-Gargan pour relever Prosper Riss, donne l'alerte après avoir échappé de justesse à l'interpellation et essuyé quelques coups de fusil.

## Le démantèlement de la Source K
À la suite d'une dénonciation anonyme, Robert Keller est arrêté le 25 décembre 1942 et interné à la prison de Fresnes. Condamné à mort, il est finalement déporté le 11 juillet 1943 au camp de concentration de Natzweiler-Struthof puis transféré à Oranienburg-Sachsenhausen et finalement à Bergen-Belsen, où il décède du typhus le 14 avril 1945. Ses deux camarades des PTT Pierre Guillou et Laurent Matheron sont déportés et meurent d'épuisement au camp de Dora en Allemagne (24 janvier et 2 octobre 1944). Prosper Riss, Georges Lobreau, ainsi que Gérard Grimpel et Lionel Levavasseur de "la Nationale", seront aussi déportés ; Gérard Grimpel mourra à Dora le 20 janvier 1944, Georges Lobreau, Lionel Levavasseur et Prosper Riss rentreront en France en 1945.
Les autres membres se replieront en zone sud puis gagneront l'Afrique du Nord via l'Espagne.

## Membres de la source K
Robert Keller, ingénieur au Centre de Dérangements L.S.G.D. (Lignes téléphoniques Souterraines à Grande Distance) de Paris
Capitaine Edmond Combaux, officier du poste P 2 du S.R. (Bureau du Service de Renseignements de l'armée de terre, basé à Vichy)
René Sueur, ingénieur des Travaux à la Direction des Recherches et du contrôle technique de P.T.T.
Georges Lobreau, vérificateur L.S.G.D. au Centre Paris-Saint-Amand 
Pierre Guillou, chef d'équipe L.S.G.D.
Laurent Matheron, spécialiste soudeur L.S.G.D. 
Clément Fugier, contrôleur L.S.G.D. au poste de la Ferté-sous-Jouarre 
Myron Lebedinski, chef des Laboratoires de la SAT (Société Anonyme de Télécommunications)
Deguingamp, technicien du service des transmissions L.S.G.D.
Levasseur, ouvrier spécialiste L.S.G.D.
Abscheid, ouvrier spécialiste L.S.G.D.
Édouard Jung, opérateur, du poste P 2 du S.R.
Prosper Riss, opérateur, du poste P 2 du S.R.
Robert Rocard, opérateur, du poste P 2 du S.R.
Groigne, du poste P 2 du S.R.
Ont collaboré à la Source K :
Paul Badré, pilote et officier du SR Air. Les retranscriptions lui sont transmises par le réseau Vengeance à Bellerive-sur-Allier où il les communique par radio au MI6.
Capitaine Léon Simoneau, chef du poste P 2 du S.R.
André Capeille, agent de liaison du poste P 2 du S.R.
Gérard Grimpel, sous-directeur de "La Nationale" (Compagnie d'assurances)
Lionel Levavasseur, agent général de "La Nationale" 
Pierre Richomme, agent de liaison